# Xã Dalen, Quận Bottineau, Bắc Dakota
Xã Dalen (tiếng Anh: Dalen Township) là một xã thuộc quận Bottineau, tiểu bang Bắc Dakota, Hoa Kỳ. Năm 2010, dân số của xã này là 114 người.